# Caux (Montreux)
Pour les articles homonymes, voir Caux (homonymie).
Caux est un village faisant partie de la commune de Montreux dans le canton de Vaud en Suisse. Il se situe à flanc de montagne, au-dessus de la ville de Montreux et donc de la Riviera vaudoise.

## Histoire
Aux pieds des Rochers de Naye, le site ne fut occupé que par des éleveurs de gros bétail jusqu'au démarrage de l'hôtellerie sur la Riviera. Les promoteurs locaux comprennent alors le parti à tirer du panorama dont jouit le village. De simples auberges, puis le Grand-Hôtel de Caux (1893), et pour couronner le tout, le Caux-Palace, œuvre d'Eugène Jost inaugurée en 1902.
La Grande Guerre tuera le tourisme cauchois. Jamais plus la fréquentation ne sera aussi extraordinaire et elle déclina régulièrement.

## Toponymie
La localité se nomme Câ en patois vaudois.

## Population

### Gentilé
Les habitants de la localité se nomment les Cauchois.

### Démographie

Vue générale de Caux en 1948 : les principaux bâtiments sont déjà présents, mais pas les chalets individuels qui se sont multipliés depuis.

## Activités
L'ancien Caux-Palace, après avoir vécu son âge d'or avant la première guerre, accueillit des internés et des réfugiés durant le second conflit mondial. En 1946, il fut ensuite entièrement réhabilité par des volontaires internationaux du Réarmement moral afin de servir de centre de rencontres pour la réconciliation et de reconstruction de l'Europe. Depuis les années 1990, une école hôtelière utilise le bâtiment pendant l'année scolaire tandis que se poursuivent les rencontres d'été d'Initiatives et Changement (nouvelle identité du Réarmement moral depuis 2001).

## Patrimoine
En 2008, Caux fut le site principal des journées du Patrimoine du Canton de Vaud, le Caux-Palace (volontiers appelé aujourd'hui Mountain House), ainsi que d'autres sites historiques du village furent ouverts aux nombreux touristes. On peut visiter l'exposition sur le Caux-Palace, à Mountain House, à deux pas de la gare.

## Spiritualité
Deux lieux de culte ont été construits au début du XXe siècle. Caux dispose ainsi de deux chapelles :
- La chapelle anglicane (1906), bâtie à l'initiative d'une société anglaise pour la propagation de l'évangile (Society for the Propagation of the Gospel in Foreign Parts SPG) selon les plans de l'architecte [James?] Maitland[2]. La chapelle est consacrée le 1er février 1906 et dédiée à  saint Michel et tous les anges. Un pasteur anglican y célébrait régulièrement un office durant la saison touristique, les fidèles provenant essentiellement du Caux-Palace voisin. Les vitraux sont l'œuvre de l'atelier Arthur L. Moore et fis à Londres. Le retable sculpté, en bois de buis, remarquable de finesse et de complexité, montre la crucifixion de Jésus au Golgotha. Il est l'œuvre d'un sculpteur flamand, Alfons de Wispelaere (1879-1957), à Bruges, auteur également du retable de l'église St John's à Territet. Deux panneau latéraux, sculptés par le même artiste, illustrent les premiers miracles de Jésus, à savoir la transformation d'eau en vin au mariage de Cana, et la multiplication des pains. La dédicace de l'église explique également la présence des anges sculptés dans la charpente apparente qui coiffe la nef. La propriété de la chapelle a été reprise en 1946 par l'Église évangélique réformée vaudoise pour servir au culte protestant[3].

- L'église catholique (1907), immédiatement visible en arrivant, est un site à voir pour son emplacement et son atmosphère.

Caux possède également dans l'ancien Grand Hotel une École de la Rose-Croix d'Or à laquelle a été ajoutée une imposante chapelle moderne.

## Sport
Caux a accueilli le 1er championnat du monde de bobsleigh en 1930.
Caux se situe sur le parcours de la Course Montreux-Les-Rochers-de-Naye. Le village est le point de départ du petit parcours Caux-Les-Rochers-de-Naye.
Caux dispose aussi d'une patinoire naturelle ouverte au public.
Depuis les Hauts de Caux, il est possible de faire du ski de fond sur la route conduisant aux Avants. La piste multi usages est accessible à tous que ce soit à pied, en raquettes à neige, ski de randonnée, ski de fond et skating et aussi pour les chiens de traineaux et leur attelage. Pour le ski de piste d'utiliser les remontées mécaniques du domaine skiable des Rochers de Naye. L'été, on peut randonner au départ de Caux pour les Rochers de Naye, Sonchaux, le col et la Dent de Jaman.
Deux courts de tennis sont aussi ouverts au public du printemps à l'automne.

## Transport
Caux est relié à la gare principale de Montreux par un train à crémaillère : le Chemin de fer Montreux-Glion-Rochers de Naye. Il faut noter que des rails plus que centenaires n'ont été changés que récemment sur le tronçon supérieur.

## Personnalités
- Sissi, Impératrice d'Autriche et Reine de Hongrie, fréquenta Caux peu avant sa mort.
- François Nourissier, écrivain français membre de l'Académie Goncourt, séjourna régulièrement dans son chalet de Caux
- Claude Nobs, fondateur du Montreux Jazz Festival ; il a reçu dans son chalet Miles Davis, Freddie Mercury et de nombreuses autres vedettes[5].